# Leagues Cup 2019
Navigation
Édition suivante
La Leagues Cup 2019 est l'édition inaugurale de la Leagues Cup, une compétition nord-américaine de soccer (football) organisée conjointement par la Major League Soccer et la Liga MX qui met aux prises huit équipes, quatre américaines et quatre mexicaines sous la forme d'un tournoi à élimination directe.
Pour cette première édition, la finale disputée au Sam Boyd Stadium de Las Vegas oppose deux formations mexicaines : le Cruz Azul l'emporte 2-1 face aux Tigres UANL,.

## Participants
Pour cette première édition, aucun critère sportif clair n'est établi pour déterminer les équipes qualifiées pour la compétition, il s'agit de formations invitées du côté de la MLS et les performances sportives récentes, sans précision supplémentaire, permettent de désigner les clubs mexicains,.
| Nation     | Équipe                | Mode de qualification                                     |
| Mexique    | Club América          | Qualifiées en raison des performances sportives récentes. |
| Mexique    | Cruz Azul             | Qualifiées en raison des performances sportives récentes. |
| Mexique    | Tigres UANL           | Qualifiées en raison des performances sportives récentes. |
| Mexique    | Club Tijuana          | Qualifiées en raison des performances sportives récentes. |
| États-Unis | Fire de Chicago       | Équipes invitées.                                         |
| États-Unis | Dynamo de Houston     | Équipes invitées.                                         |
| États-Unis | Galaxy de Los Angeles | Équipes invitées.                                         |
| États-Unis | Real Salt Lake        | Équipes invitées.                                         |

| Dynamo Galaxy Fire Salt Lake |

| Cruz Azul América Tigres UANL Tijuana |

## Compétition

### Règlement
La Leagues Cup est une compétition à élimination directe mettant aux prises huit équipes, dont quatre de Major League Soccer et quatre de Liga MX. La compétition est organisée par les franchises de la Major League Soccer, basée au Canada ou aux États-Unis, durant l'été.
Concernant le règlement, en cas d'égalité à l'issue du temps réglementaire, les deux équipes disputent directement la séance de tirs au but.

### Tableau
|  | Quarts de finale               | Quarts de finale               | Quarts de finale     | Quarts de finale     |                       |                       | Demi-finales | Demi-finales | Demi-finales | Demi-finales |  |  | Finale            | Finale            | Finale            | Finale            |
|  |                                |                                |                      |                      |                       |                       |              |              |              |              |  |  |                   |                   |                   |                   |
|  | 23 juillet 2019                | 23 juillet 2019                | 23 juillet 2019      | 23 juillet 2019      |                       |                       | 20 août 2019 | 20 août 2019 | 20 août 2019 | 20 août 2019 |  |  | 18 septembre 2019 | 18 septembre 2019 | 18 septembre 2019 | 18 septembre 2019 |
|  | 23 juillet 2019                | 23 juillet 2019                | 23 juillet 2019      | 23 juillet 2019      |                       |                       | 20 août 2019 | 20 août 2019 | 20 août 2019 | 20 août 2019 |  |  | 18 septembre 2019 | 18 septembre 2019 | 18 septembre 2019 | 18 septembre 2019 |
|  | Galaxy de Los Angeles t. a. b. | Galaxy de Los Angeles t. a. b. | 2 (3)                | 2 (3)                |                       |                       | 20 août 2019 | 20 août 2019 | 20 août 2019 | 20 août 2019 |  |  | 18 septembre 2019 | 18 septembre 2019 | 18 septembre 2019 | 18 septembre 2019 |
|  | Galaxy de Los Angeles t. a. b. | Galaxy de Los Angeles t. a. b. | 2 (3)                | 2 (3)                |                       |                       | 20 août 2019 | 20 août 2019 | 20 août 2019 | 20 août 2019 |  |  | 18 septembre 2019 | 18 septembre 2019 | 18 septembre 2019 | 18 septembre 2019 |
|  | Club Tijuana                   | Club Tijuana                   | 2 (1)                | 2 (1)                |                       |                       | 20 août 2019 | 20 août 2019 | 20 août 2019 | 20 août 2019 |  |  | 18 septembre 2019 | 18 septembre 2019 | 18 septembre 2019 | 18 septembre 2019 |
|  | Club Tijuana                   | Club Tijuana                   | 2 (1)                | 2 (1)                | Galaxy de Los Angeles | Galaxy de Los Angeles | 1            | 1            |              |              |  |  | 18 septembre 2019 | 18 septembre 2019 | 18 septembre 2019 | 18 septembre 2019 |
|  | 23 juillet 2019                |                                |                      |                      | Galaxy de Los Angeles | Galaxy de Los Angeles | 1            | 1            |              |              |  |  | 18 septembre 2019 | 18 septembre 2019 | 18 septembre 2019 | 18 septembre 2019 |
|  |                                |                                | Cruz Azul            | Cruz Azul            | 2                     | 2                     |              |              |              |              |  |  | 18 septembre 2019 | 18 septembre 2019 | 18 septembre 2019 | 18 septembre 2019 |
|  | Fire de Chicago                | Fire de Chicago                | Cruz Azul            | Cruz Azul            | 2                     | 2                     | 0            | 0            |              |              |  |  | 18 septembre 2019 | 18 septembre 2019 | 18 septembre 2019 | 18 septembre 2019 |
|  | Fire de Chicago                | Fire de Chicago                | 20 août 2019         |                      |                       |                       | 0            | 0            |              |              |  |  | 18 septembre 2019 | 18 septembre 2019 | 18 septembre 2019 | 18 septembre 2019 |
|  | Cruz Azul                      | Cruz Azul                      | 2                    | 2                    |                       |                       |              |              |              |              |  |  | 18 septembre 2019 | 18 septembre 2019 | 18 septembre 2019 | 18 septembre 2019 |
|  | Cruz Azul                      | Cruz Azul                      | 2                    | 2                    | Cruz Azul             | Cruz Azul             | 2            | 2            |              |              |  |  |                   |                   |                   |                   |
|  | 24 juillet 2019                |                                |                      |                      | Cruz Azul             | Cruz Azul             | 2            | 2            |              |              |  |  |                   |                   |                   |                   |
|  |                                |                                | Tigres UANL          | Tigres UANL          | 1                     | 1                     |              |              |              |              |  |  |                   |                   |                   |                   |
|  | Dynamo de Houston              | Dynamo de Houston              | Tigres UANL          | Tigres UANL          | 1                     | 1                     | 1 (5)        | 1 (5)        |              |              |  |  |                   |                   |                   |                   |
|  | Dynamo de Houston              | Dynamo de Houston              |                      |                      |                       |                       |              |              |              |              |  |  |                   |                   |                   |                   |
|  | Club América t. a. b.          | Club América t. a. b.          | 1 (6)                | 1 (6)                |                       |                       |              |              |              |              |  |  |                   |                   |                   |                   |
|  | Club América t. a. b.          | Club América t. a. b.          | 1 (6)                | 1 (6)                | Club América          | Club América          | 2 (3)        | 2 (3)        |              |              |  |  |                   |                   |                   |                   |
|  | 24 juillet 2019                |                                |                      |                      | Club América          | Club América          | 2 (3)        | 2 (3)        |              |              |  |  |                   |                   |                   |                   |
|  |                                |                                | Tigres UANL t. a. b. | Tigres UANL t. a. b. | 2 (5)                 | 2 (5)                 |              |              |              |              |  |  |                   |                   |                   |                   |
|  | Real Salt Lake                 | Real Salt Lake                 | Tigres UANL t. a. b. | Tigres UANL t. a. b. | 2 (5)                 | 2 (5)                 | 0            | 0            |              |              |  |  |                   |                   |                   |                   |
|  | Real Salt Lake                 | Real Salt Lake                 |                      |                      |                       |                       |              | 0            |              |              |  |  |                   |                   |                   |                   |
|  | Tigres UANL                    | Tigres UANL                    | 1                    | 1                    |                       |                       |              |              |              |              |  |  |                   |                   |                   |                   |
|  | Tigres UANL                    | Tigres UANL                    | 1                    | 1                    |                       |                       |              |              |              |              |  |  |                   |                   |                   |                   |
|  |                                |                                |                      |                      |                       |                       |              |              |              |              |  |  |                   |                   |                   |                   |

### Quarts de finale
| 23 juillet 2019 | Fire de Chicago | 0 - 2   | Cruz Azul                    | SeatGeek Stadium, Bridgeview                   |                                                |
| 19h30 UTC−5     |                 | (0 - 1) | 43e Alvarado · 90e Hernández | Spectateurs : 14 213 Arbitrage : Oshane Nation | Spectateurs : 14 213 Arbitrage : Oshane Nation |
| 19h30 UTC−5     | Rapport         |         |                              | Spectateurs : 14 213 Arbitrage : Oshane Nation | Spectateurs : 14 213 Arbitrage : Oshane Nation |

| 23 juillet 2019 | Galaxy de Los Angeles                            | 2 - 2 a. p.       | Club Tijuana                               | Dignity Health Sports Park, Carson             |                                                |
| 20h00 UTC−7     | Boateng 27e · Romney 54e                         | (1 - 2)           | 33e Nahuelpan · 45e Camacho                | Spectateurs : 10 421 Arbitrage : Saíd Martínez | Spectateurs : 10 421 Arbitrage : Saíd Martínez |
| 20h00 UTC−7     | Rapport                                          |                   |                                            | Spectateurs : 10 421 Arbitrage : Saíd Martínez | Spectateurs : 10 421 Arbitrage : Saíd Martínez |
| 20h00 UTC−7     | Carrasco · Álvarez · Cuello · Boateng · González | Tirs au but 3 - 1 | Torres · Nahuelpan · Braghieri · Sepúlveda | Spectateurs : 10 421 Arbitrage : Saíd Martínez | Spectateurs : 10 421 Arbitrage : Saíd Martínez |

| 24 juillet 2019 | Dynamo de Houston                                        | 1 - 1 a. p.       | Club América                                                               | BBVA Stadium, Houston                         |                                               |
| 19h30 UTC−5     | Beasley 85e                                              | (0 - 0)           | 73e Benedetti                                                              | Spectateurs : 20 315 Arbitrage : Walter López | Spectateurs : 20 315 Arbitrage : Walter López |
| 19h30 UTC−5     | Rapport                                                  |                   |                                                                            | Spectateurs : 20 315 Arbitrage : Walter López | Spectateurs : 20 315 Arbitrage : Walter López |
| 19h30 UTC−5     | Quioto · Cerén · Elis · Cabezas · Bird · Garcia · Junqua | Tirs au but 5 - 6 | Castillo · Aguilera · Uribe · Ibargüen · Martínez · Benedetti · dos Santos | Spectateurs : 20 315 Arbitrage : Walter López | Spectateurs : 20 315 Arbitrage : Walter López |

| 24 juillet 2019 | Real Salt Lake | 0 - 1   | Tigres UANL | Rio Tinto Stadium, Sandy                    |                                             |
| 20h30 UTC−6     |                | (0 - 0) | 57e Vargas  | Spectateurs : 15 136 Arbitrage : John Pitti | Spectateurs : 15 136 Arbitrage : John Pitti |
| 20h30 UTC−6     | Rapport        |         |             | Spectateurs : 15 136 Arbitrage : John Pitti | Spectateurs : 15 136 Arbitrage : John Pitti |

### Demi-finales
| 20 août 2019 | Club América                         | 2 - 2             | Tigres UANL                                        | BBVA Stadium, Houston                                 |                                                       |
| 19h30 UTC−5  | Ibargüen 36e (pen.) 83e              | (1 - 1)           | 14e (csc) Aguilar · 90+5e (csc) Valdez             | Spectateurs : 22 532 Arbitrage : Diego Montaño Robles | Spectateurs : 22 532 Arbitrage : Diego Montaño Robles |
| 19h30 UTC−5  | Rapport                              |                   |                                                    | Spectateurs : 22 532 Arbitrage : Diego Montaño Robles | Spectateurs : 22 532 Arbitrage : Diego Montaño Robles |
| 19h30 UTC−5  | Rodríguez · Valdez · López · Aguilar | Tirs au but 3 - 5 | Gignac · Valencia · Quiñones · Rodríguez · Salcedo | Spectateurs : 22 532 Arbitrage : Diego Montaño Robles | Spectateurs : 22 532 Arbitrage : Diego Montaño Robles |

| 20 août 2019 | Galaxy de Los Angeles | 1 - 2   | Cruz Azul               | Dignity Health Sports Park, Carson             |                                                |
| 19h30 UTC−7  | Cuello 37e            | (1 - 1) | 4e Madueña · 47e Pineda | Spectateurs : 20 135 Arbitrage : Mario Escobar | Spectateurs : 20 135 Arbitrage : Mario Escobar |
| 19h30 UTC−7  | Rapport               |         |                         | Spectateurs : 20 135 Arbitrage : Mario Escobar | Spectateurs : 20 135 Arbitrage : Mario Escobar |

### Finale
| 18 septembre 2019 | Cruz Azul                        | 2 - 1   | Tigres UANL | Sam Boyd Stadium, Whitney                            |                                                      |
| 19h30 UTC−7       | Yotún 73e (pen.) · Rodríguez 75e | (0 - 0) | 90e Pizarro | Spectateurs : 20 132 Arbitrage : Marco Antonio Ortiz | Spectateurs : 20 132 Arbitrage : Marco Antonio Ortiz |
| 19h30 UTC−7       | Rapport                          |         |             | Spectateurs : 20 132 Arbitrage : Marco Antonio Ortiz | Spectateurs : 20 132 Arbitrage : Marco Antonio Ortiz |

| Vainqueur de la Leagues Cup 2019 Cruz Azul 1er titre |